# Paul Bordeleau
Pour les articles homonymes, voir Bordeleau.
Paul Bordeleau est un illustrateur et auteur de bande dessinée né le 7 novembre 1967 qui vit et travaille à Québec.

## Biographie
Auteur de bande dessinée et illustrateur, il a publié ses propres albums, en plus de prendre part à plusieurs ouvrages collectifs, festivals et magazines.
En solo, il a publié la série Faüne et l’album Le 7e vert , aux éditions La Pastèque dans les deux cas.
Il a également été illustrateur-éditorialiste (caricaturiste) pour le quotidien montréalais La Presse et l’hebdo culturel Voir.
Ses illustrations figurent dans le générique de la télésérie La Galère, diffusée de 2007 à 2013 à Radio-Canada.
Il a illustré le roman Sortie côté tour de l’écrivain Patrick deWitt pour les éditions Alto et signé la couverture du collectif Le Montréaler aux éditions Somme toute.
Il a adapté en bande dessinée les pièces de théâtre Pour réussir un poulet de l'auteur, conteur, metteur en scène et comédien québécois Fabien Cloutier en 2020 aux éditions La Pastèque,.
Depuis octobre 2015, Il est l'un des 3 auteurs de l'atelier La Shop à Bulles situé à La Maison de la littérature dans le Vieux-Québec.

## Œuvres

### Bandes-dessinées
- Au revoir New York, Montréal, Nouvelle adresse, 2025, 168 p.  (ISBN 9782925370161)
- Hypo (texte de Nicola-Frank Vachon), Montréal, Nouvelle adresse, 2023, 144 p.  (ISBN 978-2-925370-00-0)
- Pour réussir un poulet (texte de Fabien Cloutier), Montréal, La Pastèque, 2020, 127 p.  (ISBN 9782897770860)
- Songe, Jarjille éditions, 2018, 16 p.  (ISBN 9782918658726)
- Le 7e vert, Montréal, La Pastèque, 2017, 92 p.  (ISBN 9782897770112 et 2897770112)
- Faüne, tome 3 - Sabots de neige, Montréal, La Pastèque, 2011, 78 p.  (ISBN 9782922585896 et 2922585891)
- Faüne, tome 2 - La maison du Faüne, Montréal, La Pastèque, 2009, 84 p.  (ISBN 9782922585728 et 2922585727)
- Faüne, tome 1 - Culotte de poils, Montréal, La Pastèque,  2008, 78 p.  (ISBN 9782922585575 et 2922585573)

### Collectifs
- La Flopée, no. 2, Niquàfeu , Québec, 2025, 150 p.  (ISBN 978-2-9823289-0-7)
- La langue par la bande 28 autres expressions québécoises en bandes dessinées, Les Publications du Québec, Québec, 2025, 80 p.  (ISBN 978-2-551-27195-5)
- Revue Planche No 15, Montréal, 2019, 108 p.  (ISBN 9782924500293)
- Le Montréaler, Somme Toute, 2019, 72 p.  (ISBN 9782897941116)
- Le Cri du Margouillat n°31, Centre du monde, 2017, 208 p.  (ISBN 978-2-912013-33-0)
- Correspondances, Lyon BD Festival, 2016, 94 p.  (ISBN 978-2-9547148-7-5)
- Revue Planche No 2, 2015, 72 p.  (ISBN 9782924500026)
- La Pastèque, 15 ans d'éditions, Montréal, La Pastèque, 2014, 270 p.  (ISBN 9782923841489)
- Plan cartésien : cyclope opus 3, Montréal, Mécanique Générale, 2014, 414 p.  (ISBN 9782923841489)
- Je me souviendrai : 2012, mouvement social au Québec, Montréal, La boîte à bulles , 2014, 256 p.  (ISBN 9782849531600)
- Plan Cartésien: Cyclope Opus 2, Montréal, Mécanique Générale , 2006, 414 p.  (ISBN 2922827178)
- Rêve , Montréal, ACIBD, Paje éditeur, Les éditions du Phylactères, 1992, 72 p.  (ISBN 9782849531600)
- D.J.A.B.E , Montréal, Paje éditeur, Collection Tordeuse d’Epinal, 1990, 56 p.  (ISBN 2980149535)

## Prix et honneurs
- 2018: finaliste au Prix Bédéis Causa pour Le 7e vert (La Pastèque)[10]
- 2017: finaliste au Prix BD des collégiens pour Le 7e vert (La Pastèque)[11]
- 2017: première sélection au Prix des libraires du Québec catégorie BD pour Le 7e vert (La Pastèque)[12]
- 2010: nommé au Joe Shuster Awards pour la couverture de couverture de Faüne, tome 2 - La maison du Faüne (La Pastèque)[13]
- 2007: Lauréat concours Lux, illustration, livre, bande dessinée, roman graphique pour Faüne, tome 1 - Culotte de poils (La Pastèque)